# مسلمات (وادي المعاول)
مسلمات منطقة سكنية تقع في ولاية وادي المعاول، التابعة لمحافظة جنوب الباطنة في سلطنة عمان. يقدر عدد سكانها بـ 1974 نسمة حسب إحصاء عام 2010 التابع للمركز الوطني للإحصاء والمعلومات الحكومي. رمز المنطقة هو 70420020.

## الوصلات الخارجية
- المركز الوطني للإحصاء والمعلومات، سلطنة عمان